# Bethesda (Ohio)
Pour les articles homonymes, voir Bethesda.
Bethesda est un village américain situé dans le comté de Belmont, dans l'Ohio. Selon le recensement de 2010, sa population est de 1 256 habitants.